# Норт Ривер Шорс (Флорида)
Норт Ривер Шорс (енгл. North River Shores) насељено је место без административног статуса у америчкој савезној држави Флорида.

## Демографија
По попису из 2010. године број становника је 3.079, што је 22 (-0,7%) становника мање него 2000. године.
| Група             | 2000.         | 2010.         |
| Белци             | 2.990 (96,4%) | 2.863 (93,0%) |
| Афроамериканци    | 16 (0,5%)     | 20 (0,6%)     |
| Азијати           | 19 (0,6%)     | 38 (1,2%)     |
| Хиспаноамериканци | 56 (1,8%)     | 123 (4,0%)    |
| Укупно            | 3.101         | 3.079         |